# Brilliant Pebbles

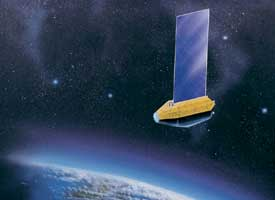
Wizja artystyczna satelity Brilliant Pebbles według koncepcji w ramach SDI

Brilliant Pebbles (ang. "Cudowne Kamyki") – najważniejsza koncepcja w ramach programu obrony antybalistycznej NATO – SDI, zarówno w programie Prezydenta USA Ronalda Reagana jak i w jego odmianie opracowanej przez następną administrację Prezydenta George H.W. Busha (seniora). Koncepcja ta opierała się na systemie obrony antybalistycznej realizowanej w kosmosie przez zespół 4000 rozmieszczonych na niskiej orbicie Ziemi satelitów odpalających poruszające się z olbrzymią prędkością niewybuchowe głowice kinetyczne w kierunku wystrzelonych skądkolwiek na świecie pocisków balistycznych międzykontynentalnego zasięgu (ICBM), w celu zniszczenia ich głowic w środkowej fazie lotu (Midcourse Phase Defense) energią kinetyczną wyzwoloną na skutek bezpośredniego zderzenia z prędkością sumaryczną kilku do kilkunastu kilometrów na sekundę. Wraz z kolejna zmianą rządów w Stanach Zjednoczonych oraz przejęciem władzy przez Billa Clintona i zastąpieniem programu SDI antybalistycznym programem GPALS (Global Protection Against Limited Strikes), program Brilliant Pebbles również został anulowany. Koncepcja "cudownych kamyków" pomyślana do obrony przed zmasowanym, strategicznym uderzeniem jądrowym Związku Radzieckiego na kraje NATO, do dziś uznawana jest za najdoskonalsza i budzącą największe nadzieje na skuteczną obronę przeciwko pociskom balistycznym przenoszącym wszelkiego rodzaju głowice bojowe (jądrowe, chemiczne, biologiczne lub wybuchowe), stąd też między innymi – wielu ekspertów uważa, że została przywrócona do życia przez Prezydenta Busha (juniora) w ramach aktualnego programu obrony antybalistycznej Ballistic Missile Defense – BMD, choć oficjalnie nigdy to nie nastąpiło. Niewykluczone jest użycie tego systemu w przyszłości w ramach tarczy antyrakietowej.

## Postęp technologiczny
Koncepcja systemu Brilliant Pebbles opiera się na wykorzystaniu wielkiej ilości sztucznych satelitów z których każdy przenosi kilkanaście niewielkich głowic kinetycznych (pozbawionych jakiegokolwiek ładunku wybuchowego). Satelity te, mające krążyć na wielu różnych orbitach, miały objąć obserwacja każdy zakątek globu i automatycznie reagować wystrzeleniem odpowiedniej ilości głowic na próby ataku balistycznego, zwłaszcza jądrowego. W latach osiemdziesiątych XX w., koncepcja ta niosła ze sobą tak wielkie trudności technologiczne, że wiele autorytetów naukowych otwarcie kwestionowało techniczną możliwość jej realizacji. Wraz jednak z postępem technologicznym jaki dokonał się od tamtego czasu, a zwłaszcza postępem w dziedzinie technologii komputerowych, kosmicznych i kinetycznych oraz w związku z olbrzymia miniaturyzacja sztucznych satelitów ziemi, koncepcja Brilliant Pebbles jawi się nie tylko jako najbardziej efektywna z punktu widzenia wielkości poniesionych na nią nakładów finansowych, ale przede wszystkim technicznie możliwa do realizacji. Jeszcze w latach dziewięćdziesiątych ub.w. niezbędna do przenoszenia kilkunastu głowic wielkość satelity powodowała konieczność opracowania specjalnych rakiet transportowych które mogłyby wynosić satelity Brilliant Pebbles na właściwą dla nich orbitę. Przy dokonanej do chwili obecnej miniaturyzacji satelitów ocenia się, że zaledwie jeden prom kosmiczny typu Columbia mógłby wynieść kilka w pełni wyposażonych w głowice satelitów tego systemu. Dostępne dziś technologie czynią ewentualny system BP znacznie tańszym i bardziej wiarygodnym, między innymi dzięki także nowym rodzajom napędów kosmicznych jak na przykład silnik plazmowy (Pulsed plasma thruster), umożliwiający satelitom Brilliant Pebbles przebywanie w kosmosie przez czas znacznie dłuższy niż w wersji pierwotnej.
Dostępne w latach osiemdziesiątych XX w. technologie powodowały, iż wielkość satelitów BP musiała sięgać rozmiarów dużego autobusu. Oprócz rodzących się trudności z wyniesieniem tej wielkości obiektów na orbitę, zwłaszcza w tak masowej skali, rozmiary satelitów powodowały łatwość ich przechwytywania i niszczenia przez Związek Radziecki za pomocą anty satelitarnych systemów rakietowych ASAT, w których stopniu zaawansowania Związek Radziecki miał wówczas około dziesięcioletnią przewagę. Obecnie, wobec ogromnego skoku technologicznego, umożliwiającego miniaturyzacje satelity do nawet 1,5 m średnicy, jakiekolwiek skuteczne zwalczanie satelitów wchodzących w skład zespołu kilku tysięcy obiektów tego typu za pomocą istniejących systemów ASAT wydaje się niemalże niemożliwe.

## Kwestie prawne
System Brilliant Pebbles, gdyby został stworzony, byłby kosmicznym systemem bojowym. Jakkolwiek aktualnie obowiązujące prawo międzynarodowe nie zabrania prowadzenia prac naukowo-badawczych w zakresie tego rodzaju broni, jednakże jego rozmieszczenie w kosmosie jest z prawnego punktu widzenia niemalże niemożliwe. Z drugiej jednakże strony, rozwój w wielu już dziś krajach broni anty satelitarnych może doprowadzić w przyszłości do złagodzenia prawa międzynarodowego w tym zakresie, jeśli nie do całkowitej jego zmiany w kierunku umożliwienia rozmieszczania kosmosie broni o charakterze defensywnym.
Jednocześnie nie bez znaczenia wydaje się wypowiedź generała Lance Lorda, Szefa Dowództwa Sił Kosmicznych w Siłach Powietrznych USA (Air Force Space Command), jednego z najbardziej szanowanych najwyższych dowódców w amerykańskich siłach zbrojnych, który bez ogródek stwierdził iż jeśli cokolwiek się wydarzy, jeśli zginą amerykańscy żołnierze z powodu wykorzystania przez kogokolwiek przestrzeni kosmicznej przeciwko USA, Stany Zjednoczone odpowiedzą mocniej. Wydaje się, iż wysoki amerykański dowódca jasno postawił sprawę, iż Stany Zjednoczone nie pozostaną w tyle za innymi państwami w wykorzystaniu unikalnej, wolnej dotąd od broni, przestrzeni kosmicznej.